# Alt forn

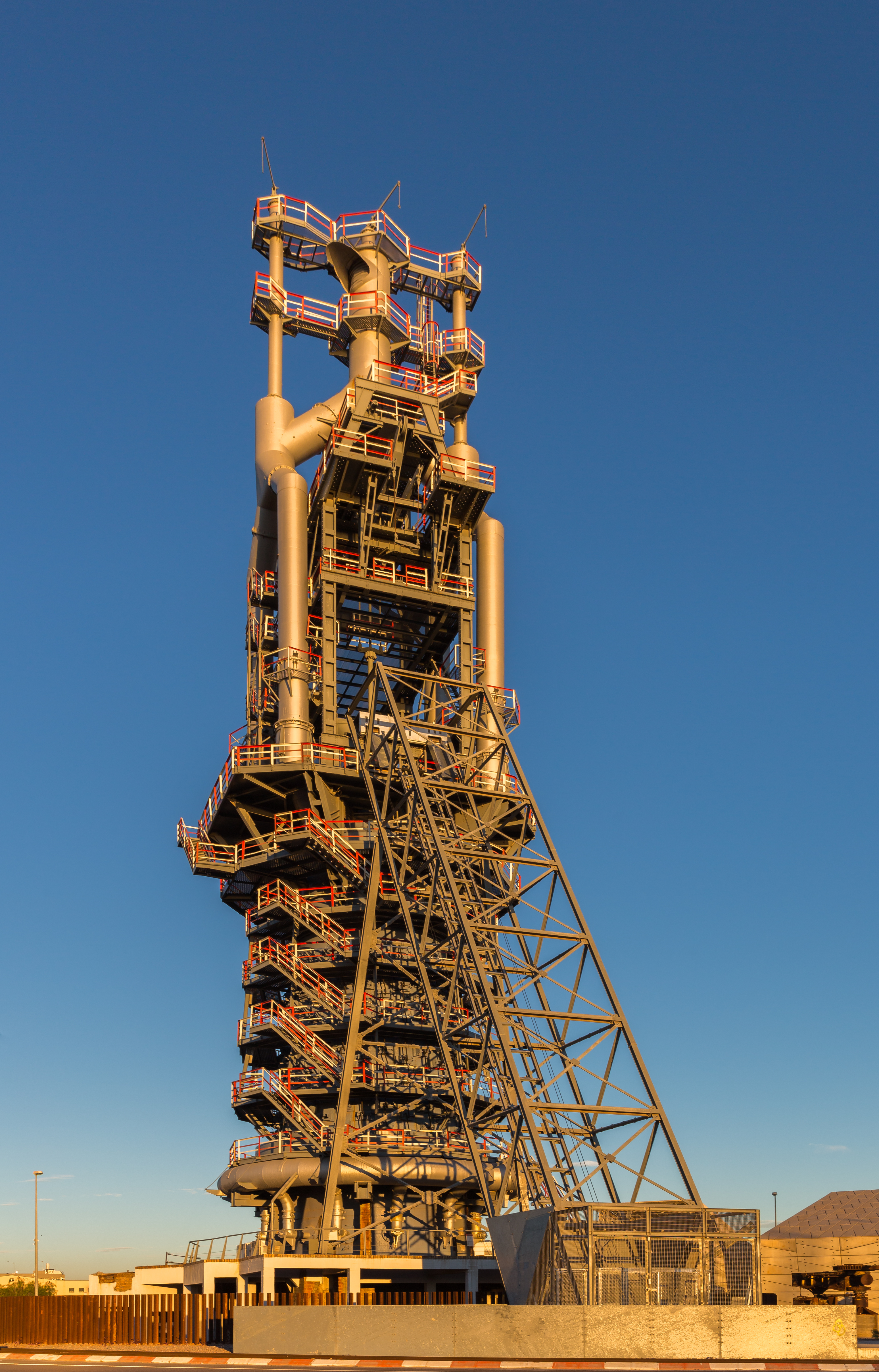
Alt forn al Port de Sagunt.

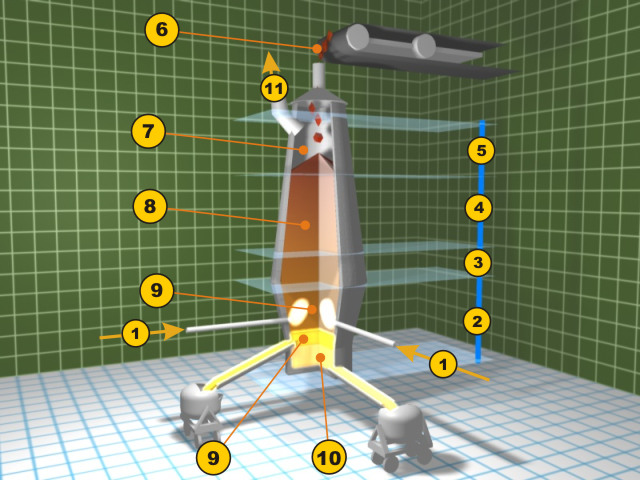
Diagrama alt forn
1. Aire prescalfat
2. Zona de fusió
3. Zona de reducció dels òxids de ferro
4. Zona de reducció de l'òxid ferric
5. Zona de prescalfament
6. Entrada de mena, pedra calcària i coc
7. Gasos sortints
8. Columna de mena, coc i pedra calcària
9. Estracció de l'escòria
10. Sortida del ferro colat
11. Recollida de gasos

L'esquema bàsic d'un alt forn és el mateix que l'utilitzat en l'antiguitat per a la fosa dels canons de ferro. S'afig alternativament capes de carbó i mineral de ferro (A). En la part inferior del forn existien unes toveres per on es forçava l'entrada d'aire mitjançant unes grans manxes (B). En el gresol del forn es trobava un orifici pel qual fluïa el material fos i es dirigiria al motle del canó (C). Damunt d'aquesta obertura, però sota les toveres, hi havia altra boca per on eixia l'escòria (D).

L'alt forn és la instal·lació industrial on es transforma o treballa el mineral de ferro. Un alt forn típic està format per una càpsula cilíndrica d'acer d'uns 30 m d'alt folrada amb un material no metàl·lic i resistent a la calor, com asbest o rajoles refractàries. El diàmetre de la càpsula disminueix cap amunt i cap avall, i és màxim en un punt situat aproximadament a una quarta part de la seua altura total. La part inferior del forn està dotada de diverses obertures tubulars anomenades toveres, per on es força el pas de l'aire que encén el carbó de coc. Prop del fons es troba un orifici pel qual flueix el material fos quan se sagna (o buida) l'alt forn. Damunt d'aqueix orifici, però sota les toveres, hi ha altre forat per a retirar l'escòria. La part superior del forn conté respiradors per als gasos, i un parell de tremuges rodones, tancades per vàlvules en forma de campana, per les quals s'introdueix el mineral de ferro, el carbó de coc i la calcària. El carbó de coc es crema com a combustible per a escalfar el forn, i al cremar allibera monòxid de carboni, que es combina amb els òxids de ferro del mineral i els redueix a ferro metàl·lic. Aquesta doble aportació (calor per fondre / reducció del ferro) ha mantingut el carbó de coc com a únic combustible als alts forns. La pedra calcària s'empra com a font addicional de monòxid de carboni i com a substància per facilitat la fusió. Aquest material es combina amb la sílice present en el mineral (que no es fon) per formar silicat de calci, de menor punt de fusió. Sense la calcària es formaria silicat de ferro, amb la qual cosa es perdria ferro en el procés. El silicat de calci i altres impureses formen una escòria que sura sobre el metall fos en la part inferior del forn.
L'equació de la reacció química fonamental d'un alt forn és:
Fe₂O₃ + 3CO → 2Fe + 3CO₂
Aquesta reacció pot ser dividida en diversos pasos. En primer lloc l'aire prescalfat reacciona amb el carbó per produir monòxid de carboni i calor:
2 C(s) + O₂(g) → 2 CO(g)
El monòxid de carboni és l'agent reductor per a la mena de ferro i reacciona amb l'òxid de ferro produint ferro i diòxid de carboni. En funció de la temperatura a les diferents parts del forn (més calent a baix) el ferro és reduït en diversos pasos. A la part superior, on la temperatura varia típicament entre els 200 °C i els 700 °C, l'òxid de ferro es redueix parcialments a òxids de ferro II i ferro III, Fe₃O₄.
3 Fe₂O₃(s) + CO(g) → 2 Fe₃O₄(s) + CO₂(g)
Més avall, a una temperatura al voltant dels 850 °C, el ferro II i ferro III es redueixen a òxid de ferro II:
Fe₃O₄(s) + CO(g) → 3 FeO(s) + CO₂(g)
Diòxid de carboni calent, monòxid de carboni sense reaccionar i nitrogen de l'aire travessen el forn mentre nou material baixa a la zona de reacció. Tal com baixen els materials, el corrent ascendent de gasos els preescalfa i descompon la pedra calcària en òxid de calci i diòxid de carboni:
CaCO₃(s) → CaO(s) + CO₂(g)
Quan l'òxid de ferro II baixa a la zona més calenta, arribant als 1200 °C, és reduït a ferro metàl·lic:
FeO(s) + CO(g) → Fe(s) + CO₂(g)
El diòxid de carboni generat en aquest procés és reduït un altre cop pel carbó de coc: 
C(s) + CO₂(g) → 2 CO(g)
L'equilibri depenent de la temperatura que controla l'atmosfera de gas al forn s'anomena la reacció de Boudouard:
2CO {\displaystyle \rightleftharpoons } CO₂ + C
La descomposició de la pedra calcària a la zona mitjana del forn respon a la següent reacció:
CaCO₃ → CaO + CO₂
L'òxid de calci format per la descomposició reacciona amb diverses impureses del ferro, especialment silici, per formar escòria, principalment formada per silicat càlcic, CaSiO₃:
SiO₂ + CaO → CaSiO₃
El ferro colat produït en els alts forns té la següent composició:
- 92% de ferro
- 3-4% de carboni
- 0,5-2,5% de manganès
- 0,04-2% de fòsfor
- Partícules de sofre